# Robert Walthour
Robert Howe Walthour (ur. 1 stycznia 1878 w Atlancie, zm. 9 września 1949 w Bostonie) – amerykański kolarz torowy, trzykrotny medalista mistrzostw świata.

## Kariera
Pierwszy sukces w karierze Robert Walthour osiągnął w 1904 roku, kiedy zdobył złoty medal w wyścigu ze startu zatrzymanego zawodowców podczas mistrzostw świata w Londynie. Tytuł ten Amerykanin obronił na rozgrywanych rok później mistrzostwach świata w Antwerpii. Ponadto na mistrzostwach świata w Brukseli w 1910 roku zdobył w tej samej konkurencji brązowy medal, ulegając jedynie Francuzowi Georges'owi Parentowi i Belgowi Léonowi Vanderstuyftowi. Kilkakrotnie stawał na podium zawodów cyklu Six Days, odnosząc przy tym trzy zwycięstwa. Nigdy nie wystąpił na igrzyskach olimpijskich.